# Corymica immaculata
Corymica immaculata är en fjärilsart som beskrevs av W. Warren 1897. Corymica immaculata ingår i släktet Corymica och familjen mätare. Inga underarter finns listade i Catalogue of Life.